# Johnny Mandel
Johnny Mandel (* 23. November 1925 in New York City, New York; † 29. Juni 2020 in Ojai, Kalifornien) war ein US-amerikanischer Komponist für Jazz und Filmmusik sowie Trompeter und Posaunist.

## Leben und Wirken
Johnny Mandel studierte an der Manhattan School of Music und an der Juilliard School. 1943 spielte er zunächst Trompete bei Joe Venuti, 1944 bei Billy Rogers sowie Posaune in den Orchestern von Boyd Raeburn, Jimmy Dorsey, Buddy Rich, Georgie Auld und Chubby Jackson. Als Arrangeur schuf er den Bebopsound des Orchesters von Henry Jerome. 1949 begleitete er im Orchester von Bob Cooper die Sängerin June Christy. 1951 bis 1953 spielte und arrangierte er in der Band von Elliot Lawrence, 1953 bei Count Basie. Danach ließ er sich in Los Angeles nieder, wo er als Basstrompeter für Zoot Sims tätig war und 1958 die Musik für den Film I Want to Live schrieb. Er schrieb u. a. die Jazz-Kompositionen Not Really the Blues für Woody Herman 1949, Hershey Bar 1950 und Pot Luck 1953 für Stan Getz, Straight Life 1953 und Low Life 1956 für Count Basie und Tommyhawk 1954 für Chet Baker. Anfang der 1960er Jahre war er für die Gerry Mulligan Concert Jazz Band tätig (Barbara’s Theme).
In den 1960er Jahren wandte sich Mandel mehr der Film- und Unterhaltungsmusik zu. 1966 erhielten er und Paul Francis Webster den Grammy für den „Song des Jahres“ mit dem Lied The Shadow of Your Smile (Love Theme from the Sandpiper). Dieses Lied wurde auch mit einem Oscar ausgezeichnet und später in vielen Versionen interpretiert, unter anderem von Tony Bennett. Johnny Mandel arbeitete mit vielen bekannten Größen, zum Beispiel mit Count Basie, Frank Sinatra (Ring a Ding Ding 1960) und Shirley Horn.
1992 gewann er den Grammy für „Best Instrumental Arrangement Accompanying Vocal“ für sein Mitwirken in dem Album Unforgettable von Natalie Cole und Nat King Cole. 1993 erhielt er den gleichen Preis für das Album Here’s to Life von Shirley Horn (1991).
2003 produzierte und arrangierte Mandel zusammen mit David Foster und Humberto Gatica das Debütalbum des Sängers Michael Bublé. 2007 wurde er von Bublé nochmals engagiert. Dream, der dreizehnte und letzte Track seines Nummer-eins-Albums Call Me Irresponsible wurde von Mandel orchestriert und co-produziert.
2004 trug er maßgeblich zu einem Erfolg von Tony Bennett bei, der einen Grammy für das Album The Art of Romance erhielt, bei dem Johnny Mandel das Orchester leitete. Zuvor hatten die beiden Musiker bereits 1966 bei dem Album Movie Song Album zusammengearbeitet, Mandel hatte bei diesem Album die musikalische Leitung. 
Zu den bekanntesten Kompositionen zählen auch der Titelsong der Serie M*A*S*H 4077, Suicide Is Painless, sowie die Lieder Close Enough for Love, Emily und A Time for Love.
Mandel starb im Juni 2020 im Alter von 94 Jahren.

## Diskografie (Auswahl)
- Johnny Mandel and His Orchestra: The James Dean Story (Pacific Jazz, Fresh Sound Rec., 1956) mit Chet Baker, Bud Shank, Charlie Mariano, Richie Kamuca, Bill Holman, Pepper Adams, Claude Williamson, Monty Budwig, Mel Lewis (1956)
- I Want to Live (1958)
- The Sandpiper (1965)
- The Russians Are Coming, the Russians Are Coming (1966)
- The Man and His Music featuring Sherrie Maricle & the Diva Jazz Orchestra with Ann Hampton Callaway (Arborss, 2010)

## Filmografie (Auswahl)
- 1958: Laßt mich leben (I Want to Live)
- 1964: Nur für Offiziere (The Americanization of Emily)
- 1965: … die alles begehren (The Sandpiper)
- 1966: Ein Fall für Harper (Harper)
- 1966: Mord aus zweiter Hand (An American Dream)
- 1967: Point Blank
- 1967: Der Engel mit der Mörderhand (Pretty Poison)
- 1966: Die Russen kommen! Die Russen kommen! (The Russians Are Coming, the Russians Are Coming)
- 1970: MASH
- 1972–1981: M*A*S*H (Fernsehserie)
- 1973: Das letzte Kommando (The Last Detail)
- 1973: Sommerwünsche – Winterträume (Summer Wishes, Winter Dreams)
- 1975: Die Flucht zum Hexenberg (Escape to Witch Mountain)
- 1976: Der Weg allen Fleisches (The Sailor who fell from Grace with the Sea)
- 1979: Das Geheimnis der Agatha Christie (Agatha)
- 1979: Willkommen Mr. Chance (Being There)
- 1980: Der Abstauber (The Baltimore Bullet)
- 1980: Wahnsinn ohne Handicap (Caddyshack)
- 1982: The Verdict – Die Wahrheit und nichts als die Wahrheit (The Verdict)
- 1982: Das Mörderspiel (Deathtrap)
- 1988: Gesprengte Ketten – Die Rache der Gefangenen (Great Escape II: The Untold Story)
- 1989: Brenda Starr